# Geranomyia nugatoria
Geranomyia nugatoria är en tvåvingeart som först beskrevs av Alexander 1943.  Geranomyia nugatoria ingår i släktet Geranomyia och familjen småharkrankar. Inga underarter finns listade i Catalogue of Life.